# Oihus insignius
Oihus insignius là một loài bọ cánh cứng trong họ Cerambycidae.